# José María Pemán
José María Pemán, pseudonimo di José María Pemán y Pemartín (Cadice, 8 maggio 1897 – Cadice, 19 luglio 1981), è stato un poeta, scrittore e drammaturgo spagnolo.

## Biografia

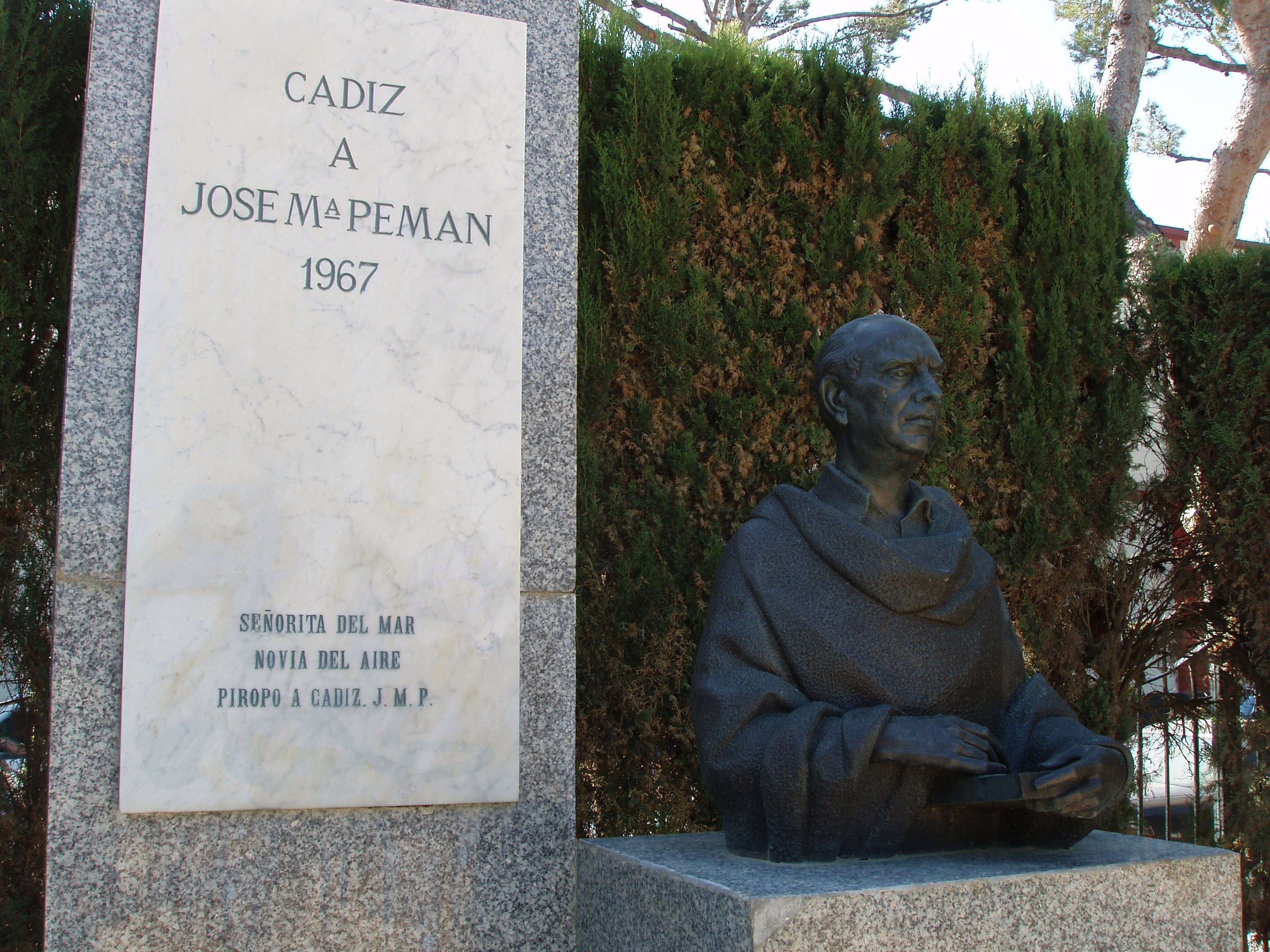
Monumento José María Pemán, Parque Genovés, Cadice

Pemán fu anche un avvocato ed un oratore di una loquacità caratteristica della Spagna del sud; si mise in evidenza agli inizi della sua carriera sia come giornalista pubblicista sia come apologista sostenitore della monarchia, della Chiesa cattolica e anche del regime di Miguel Primo de Rivera.
Tra i libri che evidenziano queste sue convinzioni e adesioni si possono menzionare El pensamiento de Primo de Rivera e Breve historia de España e Cartas a un ascéptico ante la Monarquía.
Non è esente da un certo impegno sociale e politico anche la letteratura, come dimostrano le raccolte di poesie intitolate Elegía de la tradición de España e Poema de la bestia y el ángel (1938), che appoggiano la politica di Francisco Franco ai tempi della guerra civile in Spagna; oltre ai drammi quali El divino impaciente (1933), dedicato a Francesco Saverio, gesuita e missionario spagnolo, proclamato santo nel 1622 da papa Gregorio XV e che fu un pioniere della diffusione del cristianesimo in Asia, Cisneros (1934), La santa virreina (1939), dedicato all'intervento spagnolo in America, Metternich, nel quale sostiene la Santa Alleanza.
Tra i suoi capolavori vi sono anche opere disimpegnate, come poeta si possono citare De la vida sencilla (1923), A la rueda rueda (1929), El barrio de Santa Cruz (1931); come romanziere si caratterizzò per l'approfondimento e la descrizione dei costumi regionali, in Volaterías (1932), Historia del fantasma y doña Janita (1968); come commediografo si distinse con Julieta y Romeo (1936), El testamento de la mariposa (1941), La casa (1946), Vendimia (1947), Paca Almuzara (1950); altre sue opere teatrali da ricordare sono La verdad (1947), Los tres etcéteras de Don Simón (1958); pensando all'Andalusia gli venne in mente di scrivere un manuale 'turistico-sentimentale' intitolato Andalusía (1958).
Ha collaborato come redattore con il giornale di tendenze cattoliche El Debate (1925); le stesse tendenze oltre ad un certo tradizionalismo lo ha dimostrato nelle opere teatrali.

## Opere

### Poesie
- De la vida sencilla, 1923;
- Nuevas poesías, 1925;
- A la rueda, rueda... Cancionero, 1929;
- El barrio de Santa Cruz (Itinerario lírico), 1931;
- Elegía de la tradición de España, 1931;
- Elogio de la tradición de España, 1931;
- Salmo de los muertos del 10 de agosto, 1933;
- Señorita del mar, 1934;
- Poesía (1923-1937), 1937;
- Poema de la Bestia y el Ángel, 1938;
- Poesía sacra, 1940;
- Por Dios, por la Patria y el Rey, 1940;
- Las musas y las horas, 1945;
- Las flores del bien, 1946;
- Obras completas, 1947;
- Antología de poesía lírica, 1954;
- Las musas y las horas, 1958;
- Antología poética, 1963;
- Canto a la Eucaristía, 1967;
- La Pasión según Pemán, 1997;
- Antología primera, 1998;
- Antología segunda, 1998;
- Poesía esencial, 2002.

### Narrativa
- Cuentos sin importancia, 1927;
- Fierabrás, 1927.
- Romanza del fantasma y doña Juanita, 1927;
- Inquietudes de un provinciano, 1930;
- Volaterías, 1932;
- De Madrid a Oviedo, pasando por Las Azores, 1933;
- La vencedora, 1933;
- San Pedro, 1933;
- De Madrid a Oviedo pasando por las Azores, 1935;
- El vuelo inmóvil, 1936;
- ¡Atención, atención!, 1937;
- Historia de tres días, 1939;
- El paraíso y la serpiente, 1942;
- Doña Sol, 1940;
- Señor de su ánimo, 1943;
- Un laureado civil, 1944;
- De doce cualidades de la mujer, 1948;
- Luisa, el profesor y yo, 1950;
- El séptimo espíritu, 1950;
- El fantasma y Doña Juanita, 1955;
- Cuentos para grandes y chicos, 1961;
- Mujeres, 1967;
- El horizonte y la esperanza, 1970;
- El Séneca, 1984.

### Saggistica
- Ensayo sobre las ideas filosófico-jurídicas de "La república" de Platón, 1921;
- El hecho y la idea de la Unión Patriótica, 1929;
- La eternamente vencedora. Interpretaciones, sin tópicos, del alma andaluza, 1933;
- Cartas a un escéptico en materia de formas de gobierno, 1935;
- Los poetas modernistas de América Latina, 1936;
- Arengas y crónicas de guerra, 1937;
- De la entrada en Madrid, 1939;
- Crónicas de antes y después del diluvio, 1939;
- La historia de España contada con sencillez, 1939;
- Del sentido civil y su expresión en la poesía española, 1940;
- Cinco conferencias, 1941;
- Algunos valores fundamentales del teatro de Lope de Vega, 1942;
- Discurso de la consolación de los ciegos, 1944;
- Creación y métrica de la Salutación del optimista de Rubén Darío, 1945;
- Elogio de la lengua castellana, 1946;
- De la cuarta y definitiva salida de Don Quijote de la Mancha, 1946;
- Ocho ensayos religiosos, 1948;
- Breve Historia de España, 1950;
- A la luz del misterio. Un estudio sobre la Eucaristía y la Paz, 1952;
- El Séneca y sus puntos de vista, 1953;
- Doctrina y oratoria, 1953;
- Homenaje a Ramon Llull, 1954;
- Álgebra del lenguaje, 1954;
- El agustinismo del pensamiento contemporáneo, 1955;
- Cien artículos, 1957;
- Andalucía, 1958;
- Los complejos del teatro español, 1959;
- Lengua literaria y norma lingüística, 1960;
- Lo tradicional y lo moderno en Lope de Vega, 1962;
- El Conde de Barcelona, 1962;
- Meditación española, 1963;
- La Ilustración y su impulso al trabajo en el siglo XVIII, 1963;
- Juan Maragall y el sentido nacional de su obra, 1963;
- La palabra poética, 1965;
- La idea de justicia en las letras clásicas españolas, 1966;
- Espronceda, 1966;
- El campo, el campesino y la canción, 1966;
- Comentarios a mil imágenes de la guerra civil española, 1967;
- Lo que María guardaba en su corazón, 1968;
- La juventud en el mundo actual, 1968;
- De doce cualidades de la mujer, 1969;
- Miedos y humildades de la doctora, 1970;
- España siglo XX, 1970;
- Signo y viento de la hora, 1970;
- Ensayos andaluces, 1972;
- Mis almuerzos con gente importante, 1972;
- El español ante el diluvio, 1972;
- Mensajes desde el cerro, 1973;
- Mis encuentros con Franco, 1976;
- Mis mejores artículos, 1997;
- Mis mejores artículos, 1997;
- La pasión según Pemán, 1997;
- La Navidad de Pemán, 1997;
- Los testigos de Jesús, 1997;
- De las letras y las artes: escritores y artistas de ayer y de hoy, 1998;
- El Séneca en televisión, 1998;
- Apuntes autobiográficos, 1998.

### Teatro
- Isoldina y Polión, 1928;
- El divino impaciente, 1933;
- Cuando las Cortes de Cádiz, 1934;
- Cisneros, 1935;
- Noche de levante en calma, 1935;
- Julieta y Romeo, 1935;
- La danza de los velos, 1936;
- Almoneda, 1938;
- De ellos es el mundo, 1938;
- Ha habido un robo en el teatro, 1938;
- La danza de los velos, 1939;
- La Santa virreina, 1939;
- Ella no se mete en nada, 1941;
- El testamento de la mariposa, 1941;
- Por la Virgen Capitana, 1941;
- Metternich, 1942;
- Juan sin versos, 1942;
- El testamento de la Mariposa, 1942;
- Hay siete pecados, 1943;
- Como el primer día, 1943;
- Una loba, 1943;
- Hablar por hablar, 1944;
- La hidalga limosnera, 1944;
- Si me quieres o me dejas, 1944;
- Yo no he venido a traer la paz, 1945;
- La casa, 1946;
- Diario íntimo de la tía Angélica, 1946;
- Todo a medio hacer, 1946;
- Antígona, 1946;
- La casa, 1947;
- En tierra de nadie, 1947;
- Vendimia, 1947;
- La verdad, 1947;
- Lo que debe ser, 1948;
- Semana de Pasión, 1948;
- Hamlet, 1949;
- Electra, 1949;
- El viejo y las niñas, 1949;
- El gran cardenal, 1950;
- Paca Almuzara, 1950;
- Por el camino de la vida, 1950;
- La muerte de Carmen, 1949;
- La casa. Paca Almuzara, 1951;
- El gran cardenal, 1951;
- Entre el no y el sí, 1951;
- La luz de la víspera, 1952;
- Callados como muertos, 1952;
- En las manos del hijo, 1953;
- Luz de la víspera, 1954;
- La divina pelea, 1954;
- La noche de San Martín. Un milagro en Villachica, 1955;
- Vivir apenas, 1955;
- La herida luminosa, 1955;
- El viento sobre la tierra, 1957;
- Noche de Levante en calma. Julieta y Romeo, 1957;
- Juego y danza de la coqueta y D. Simón, 1960;
- La Orestiada, 1960;
- La viudita naviera, 1960;
- La coqueta y Don Simón, 1961;
- Hombre nuevo, 1962;
- El abogado del diablo, 1963;
- Los monos gritan al amanecer, 1963;
- El río se entró en Sevilla, 1963;
- La atareada del paraíso, 1964;
- Auto de la compadecida, 1965;
- El comprador de horas, 1966;
- Felipe II. Las soledades del rey;
- Y en el centro, el amor, 1968;
- El amante complaciente, 1969;
- Tres testigos, 1970.